# Koenigia fertilis
Koenigia fertilis är en slideväxtart som beskrevs av Carl Maximowicz. Koenigia fertilis ingår i släktet dvärgsyror, och familjen slideväxter. Inga underarter finns listade i Catalogue of Life.